# Zell (Falkenberg)
Zell ist ein Pfarrdorf, eine ehemalige Gemeinde und eine Gemarkung in der Gemeinde Falkenberg im Landkreis Rottal-Inn.

## Geografie
Zell liegt im Südosten Bayerns, im nördlichen Teil des Landkreises Rottal-Inn. Die Kreisstraße PAN 36 nach Zell zweigt von der Bundesstraße 20 zwischen Falkenberg (2 km) und Malgersdorf (4 km) ab. Die Distanz auf der Straße zu den benachbarten Städten beträgt 12 km nach Eggenfelden, nach Pfarrkirchen 21 km und nach Landau an der Isar 22 km.

## Geschichte
Die relativ gut erhaltene Viereckschanze zwischen Reiser und Schernberg in Richtung Sulzbach, zuweilen auch Keltenschanze genannt, zeugt bereits von vorchristlicher Besiedelung im direkten Umkreis. In frühen kirchlichen Dokumenten, zur Zeit der Regentschaft, Bischof Waldrichs von Passau, ist der Ort (um 790) als Cellula zum Hochstift Passau gehörend beschrieben und in eine Karte gezeichnet. Hier grenzten die beiden Hochstifte Salzburg und Regensburg direkt an, was gemäß Überlieferung zu Reiberei und Spannungen zwischen den dreien um die Streubesitzungen in der Gegend führte und somit eine strategische Bedeutung von Cellula gegeben war. Aus der ursprünglichen Eremitage oder Einsiedelei, sie gehörte zum damaligen Kloster Rindpah (Rimbach), entwickelte sich ein Kloster und schließlich ein Adelssitz.

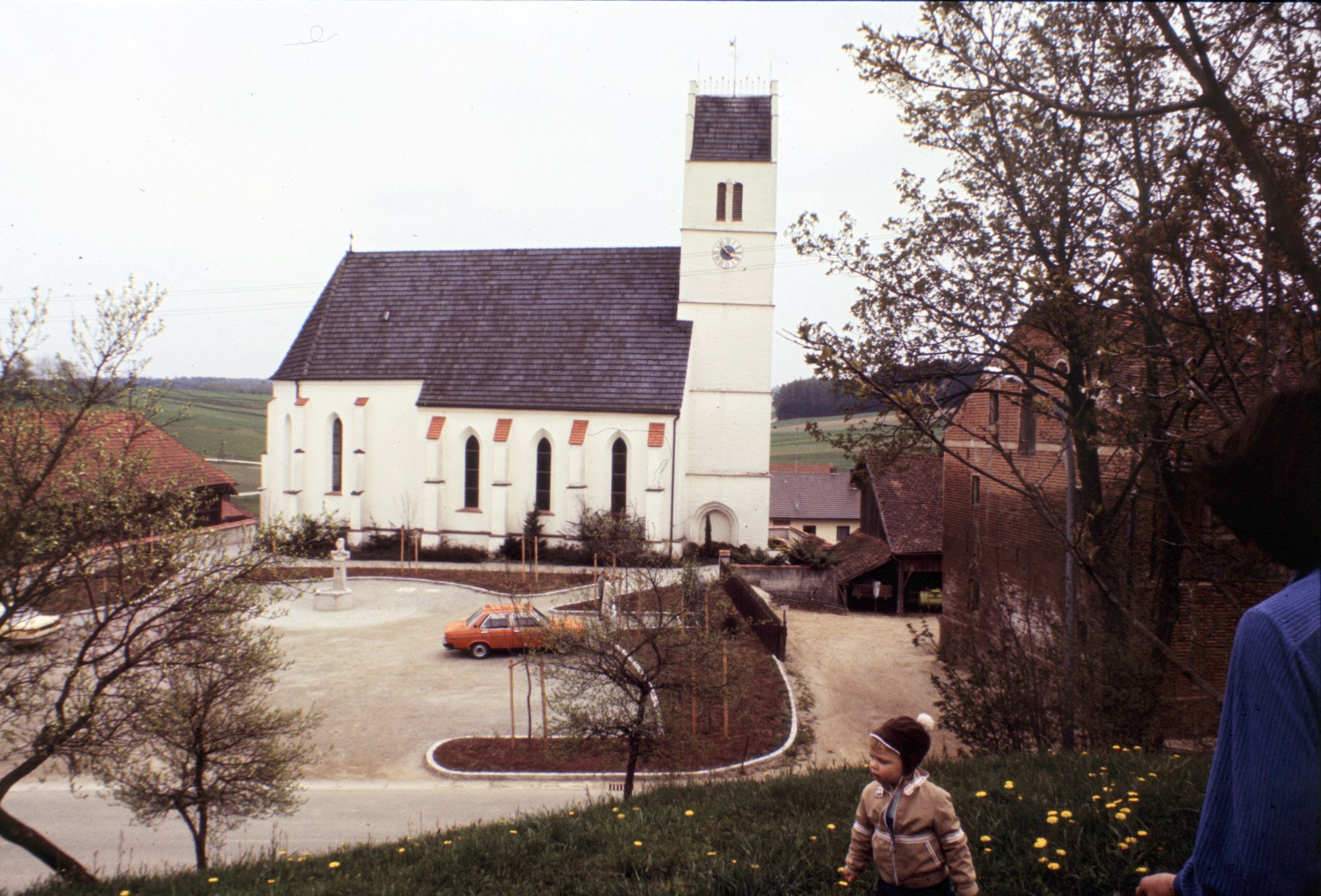
Nach dem Abriss der Volksschule, Kirche mit saniertem Vorplatz (1981)

Eine weitere urkundliche Erwähnung stammt aus dem Jahr 1140, der Ort mit der Burg Celle war damals  Sitz und Hofmark des Adelsgeschlechtes der de Celle oder die Zeller. Der Ortsname war im Mittelalter als Sella, Celle und Cella geschrieben. Die jetzige spätgotische Pfarrkirche St. Ulrich wurde nach Einschätzung in der 2. Hälfte des 14. Jahrhunderts erbaut. Im 15. Jahrhundert wird der Ort „Ploßen-Zell“ genannt, er war damals im Besitz der Visler, dem damals in Malgersdorf ansässigen Adelsgeschlecht. Im Jahr 1533 wurde die Hofmark von den Closen zu Gern übernommen, später war der Besitz auf heute nicht mehr bekannte Weise an die von Tattenbach gegangen. Ein regelmäßiger Schulunterricht fand ab dem Jahr 1773 statt. In den frühen zwanziger Jahren des 19. Jahrhunderts wechselte die Hofmark ein letztes Mal den Besitz, sie ging an die Grafen Arco. Mit den Reformen von 1848 wurde Zell selbständige Gemeinde. 1898 wurde Zell zur selbständigen Pfarrei erhoben. Im Gegensatz zu den Nachbarorten Malgersdorf und Falkenberg endete am 1. Mai 1945 für Zell der Zweite Weltkrieg lautlos.
Im Zuge der Gebietsreform in Bayern wurde am 1. Mai 1978 die bis dahin selbständige Gemeinde mit ca. 530 Einwohnern nach Falkenberg eingegliedert. Der 1972 gewählte Franz Pichlmeier war somit der letzte Bürgermeister von Zell.

## Kultur und Sehenswürdigkeiten
Neben der Freiwilligen Feuerwehr, der Krieger und Soldatenkameradschaft und Landjugend gestaltet der Theaterverein das gesellschaftliche Leben am Ort.
Sehr nah an der Kreisstraße in Richtung Arnstorf steht die unter Objektschutz gestellte jahrhundertealte „Wirtslinde“.